# Liste der Landschaftsschutzgebiete im Kreis Lippe
Die Liste der Landschaftsschutzgebiete im Kreis Lippe enthält die Landschaftsschutzgebiete des Kreises Lippe in Nordrhein-Westfalen.

## Liste
| Bild                                   | Nummer        | Bezeichnung des Gebietes | Fläche in Hektar | WDPA-ID   | Koordinaten | Datum der Verordnung |
| -------------------------------------- | ------------- | --- | ---------------- | --------- | ----------- | -------------------- |
| weitere Bilder                         | LSG-3818-0007 | Landschaftsschutzgebiet Lipper Bergland mit Bega-Hügelland und westlichem Lipper Bergland sowie Ravensberger Hügelland mit Herforder Platten- und Hügelland                                                                                | 6446,36          | 555589483 | Position    | 2005                 |
|                                        | LSG-3818-0008 | Landschaftsschutzgebiet Bocksieksbach / Finnebach | 5,35             | 555552803 | Position    | 2005                 |
|                                        | LSG-3818-0009 | Landschaftsschutzgebiet Schwaghofbachtal | 15,22            | 555552804 | Position    | 2005                 |
|                                        | LSG-3818-0010 | Landschaftsschutzgebiet Siek bei Krutheide | 1,78             | 555552805 | Position    | 2005                 |
|                                        | LSG-3818-0023 | Landschaftsschutzgebiet Wüstener Bach | 29,32            | 555552818 | Position    | 2005                 |
|                                        | LSG-3818-0024 | Landschaftsschutzgebiet Siek bei Wüsten-Kätchenort | 4,24             | 555552819 | Position    | 2005                 |
| weitere Bilder                         | LSG-3819-0054 | Landschaftsschutzgebiet Rinteln-Hamelner Weserbergland mit Vlothoer Weserdurchbruch und Rintelner Talweitung sowie Lipper Bergland mit Krankenhagener Kuppen, Heidelbecker Höhen, Hohenhauser und Taller Bergland als großflächiges Gebiet | 8198,25          | 555589502 | Position    | 1999                 |
|                                        | LSG-3819-0055 | Landschaftsschutzgebiet Weseraue | 236,13           | 555552890 | Position    | 1999                 |
|                                        | LSG-3819-0056 | Landschaftsschutzgebiet lhmser Bruch l Grund | 32,20            | 555552891 | Position    | 1999                 |
|                                        | LSG-3819-0057 | Landschaftsschutzgebiet Kalle/Osterkalle/Westerkalle | 222,30           | 555552892 | Position    | 1999                 |
|                                        | LSG-3819-0058 | Landschaftsschutzgebiet Heckenkomplex nordwestlich Kalldorf | 23,80            | 555552893 | Position    | 1999                 |
|                                        | LSG-3819-0059 | Landschaftsschutzgebiet Wiebesiek | 41,16            | 555552894 | Position    | 1999                 |
|                                        | LSG-3819-0060 | Landschaftsschutzgebiet Siek östlich Kalldorf | 3,93             | 555552895 | Position    | 1999                 |
|                                        | LSG-3819-0061 | Landschaftsschutzgebiet Sieksystem südlich Varenholz | 30,96            | 555552896 | Position    | 1999                 |
|                                        | LSG-3819-0062 | Landschaftsschutzgebiet Hanggrünland am Haiberg | 14,54            | 555552897 | Position    | 1999                 |
|                                        | LSG-3819-0063 | Landschaftsschutzgebiet Siek bei Faulensiek | 3,31             | 555552898 | Position    | 1999                 |
|                                        | LSG-3819-0064 | Landschaftsschutzgebiet Bentorfer Bach | 48,24            | 555552899 | Position    | 1999                 |
|                                        | LSG-3819-0065 | Landschaftsschutzgebiet Eichholzer Bach l Hegerbeke | 33,14            | 555552900 | Position    | 1999                 |
|                                        | LSG-3819-0066 | Landschaftsschutzgebiet Tiefental | 18,98            | 555552901 | Position    | 1999                 |
|                                        | LSG-3819-0067 | Landschaftsschutzgebiet Biotopkomplex westlich Heidelbeck | 32,77            | 555552902 | Position    | 1999                 |
|                                        | LSG-3819-0068 | Landschaftsschutzgebiet Talbereich bei Röntorf | 4,45             | 555552903 | Position    | 1999                 |
|                                        | LSG-3819-0069 | Landschaftsschutzgebiet Talbereich am Eichhof | 16,31            | 555552904 | Position    | 1999                 |
|                                        | LSG-3819-0070 | Landschaftsschutzgebiet Hanggrünland am Holzkamp | 2,11             | 555552905 | Position    | 1999                 |
|                                        | LSG-3819-0071 | Landschaftsschutzgebiet Grünland-Heckenkomplex Helle Grund | 7,98             | 555552906 | Position    | 1999                 |
|                                        | LSG-3819-0072 | Landschaftsschutzgebiet Westorfer Bachtal | 5,59             | 555552907 | Position    | 1999                 |
|                                        | LSG-3819-0073 | Landschaftsschutzgebiet Talbereich zwischen Talle und Westorf | 6,42             | 555552908 | Position    | 1999                 |
|                                        | LSG-3819-0074 | Landschaftsschutzgebiet Lennebeke l Bültenbach | 20,90            | 555552909 | Position    | 1999                 |
|                                        | LSG-3819-0075 | Landschaftsschutzgebiet Biotopkomplex am Kordhankensberg | 5,19             | 555552910 | Position    | 1999                 |
|                                        | LSG-3819-0076 | Landschaftsschutzgebiet Mühlbach und Stöckerbach | 33,58            | 555552911 | Position    | 1999                 |
|                                        | LSG-3819-0077 | Landschaftsschutzgebiet Feldgehölz südlich Hellberg | 0,22             | 555552912 | Position    | 1999                 |
|                                        | LSG-3820-0011 | Landschaftsschutzgebiet Herrengraben | 25,66            | 555552913 | Position    | 1999                 |
|                                        | LSG-3820-0013 | Landschaftsschutzgebiet Wald-Grünlandbereich bei Langewand | 21,16            | 555552914 | Position    | 1999                 |
|                                        | LSG-3820-0014 | Landschaftsschutzgebiet Talbereich nordöstlich Heidelbeck | 7,83             | 555552915 | Position    | 1999                 |
| weitere Bilder                         | LSG-3820-0015 | Landschaftsschutzgebiet Östliches Lipper Bergland | 6956,63          | 555552916 | Position    | 2007                 |
|                                        | LSG-3820-0016 | Landschaftsschutzgebiet Wemke Bachtal | 49,48            | 555552917 | Position    | 2007                 |
|                                        | LSG-3820-0017 | Landschaftsschutzgebiet Silixer Bachtal | 40,23            | 555552918 | Position    | 2007                 |
|                                        | LSG-3820-0018 | Landschaftsschutzgebiet Grünland-Gehölzkomplex bei Kükenbruch | 24,13            | 555552919 | Position    | 2007                 |
|                                        | LSG-3820-0019 | Landschaftsschutzgebiet Lassbachtal | 37,58            | 555552920 | Position    | 2007                 |
|                                        | LSG-3820-0020 | Landschaftsschutzgebiet Hamsterbachtal | 16,83            | 555552921 | Position    | 2007                 |
|                                        | LSG-3820-0021 | Landschaftsschutzgebiet Magergrünland am Heinrichsberg | 2,57             | 555552922 | Position    | 2007                 |
|                                        | LSG-3820-0022 | Landschaftsschutzgebiet Hanggrünland am Saalberg | 19,83            | 555552923 | Position    | 2007                 |
|                                        | LSG-3820-0023 | Landschaftsschutzgebiet Hanggrünland östlich Rott | 40,39            | 555552924 | Position    | 2007                 |
|                                        | LSG-3820-0024 | Landschaftsschutzgebiet Nösingfelder Bachtal | 16,66            | 555552925 | Position    | 2007                 |
| weitere Bilder                         | LSG-3820-0025 | Landschaftsschutzgebiet Rickbachtal | 19,79            | 555552926 | Position    | 2007                 |
| weitere Bilder                         | LSG-3820-0026 | Landschaftsschutzgebiet Siek zwischen Wiemke und Fütig | 19,31            | 555552927 | Position    | 2007                 |
|                                        | LSG-3820-0027 | Landschaftsschutzgebiet Kollerbachtal | 29,35            | 555552928 | Position    | 2007                 |
| weitere Bilder                         | LSG-3917-0011 | Landschaftsschutzgebiet Bielefelder Osning mit Teutoburger Wald und Osningvorbergen sowie Ravensberger Hügelland | 3313,02          | 555553013 | Position    | 2001                 |
|                                        | LSG-3917-0012 | Landschaftsschutzgebiet Grünlandkomplex bei Sauerland | 10,42            | 555553014 | Position    | 2001                 |
|                                        | LSG-3917-0013 | Landschaftsschutzgebiet Siek südlich Nienhagen | 1,33             | 555553015 | Position    | 2001                 |
|                                        | LSG-3917-0014 | Landschaftsschutzgebiet Siek südlich Gut Eckendorf | 3,34             | 555553016 | Position    | 2001                 |
|                                        | LSG-3917-0015 | Landschaftsschutzgebiet Sussieksbach und Wohlbrede | 8,74             | 555553017 | Position    | 2001                 |
|                                        | LSG-3918-0001 | Landschaftsschutzgebiet Siekbach (Bad Salzuflen) | 6,62             | 555553031 | Position    | 2001                 |
|                                        | LSG-3918-0002 | Landschaftsschutzgebiet Heipker Bachtal | 35,04            | 555553032 | Position    | 2001                 |
|                                        | LSG-3918-0003 | Landschaftsschutzgebiet Bachsiek bei Hovedissen | 13,90            | 555553033 | Position    | 2001                 |
|                                        | LSG-3918-0004 | Landschaftsschutzgebiet Wald-Talbereich bei Krentrup | 4,39             | 555553034 | Position    | 2001                 |
|                                        | LSG-3918-0005 | Landschaftsschutzgebiet Tal des Eselbaches | 13,77            | 555553035 | Position    | 2001                 |
|                                        | LSG-3918-0006 | Landschaftsschutzgebiet Pansbach mit Krähenholz und Hinnaksteich | 31,98            | 555553036 | Position    | 2001                 |
|                                        | LSG-3918-0007 | Landschaftsschutzgebiet Kleibusch (Leopoldshöhe) | 1,08             | 555553037 | Position    | 2001                 |
|                                        | LSG-3918-0008 | Landschaftsschutzgebiet Evenhauser Holz | 3,57             | 555553038 | Position    | 2001                 |
|                                        | LSG-3918-0009 | Landschaftsschutzgebiet Speckenbach | 20,35            | 555553039 | Position    | 2005                 |
|                                        | LSG-3918-0010 | Landschaftsschutzgebiet Voßsiek | 11,18            | 555553040 | Position    | 2005                 |
| weitere Bilder                         | LSG-3918-0011 | Landschaftsschutzgebiet Westliches und Südliches Lipper Bergland | 6881,05          | 555553041 | Position    | 2009                 |
|                                        | LSG-3918-0012 | Landschaftsschutzgebiet Rhienbach | 8,49             | 555553042 | Position    | 2009                 |
|                                        | LSG-3918-0013 | Landschaftsschutzgebiet Begaaue | 34,66            | 555553043 | Position    | 2009                 |
| weitere Bilder                         | LSG-3918-0041 | Landschaftsschutzgebiet Westliches Lipper Bergland, Ravensberger Hügelland und Bielefelder Osning | 4578,47          | 555589606 | Position    | 2006                 |
| weitere Bilder                         | LSG-3918-0042 | Landschaftsschutzgebiet Begaaue (Lage) | 71,18            | 555553048 | Position    | 2006                 |
|                                        | LSG-3918-0043 | Landschaftsschutzgebiet Pottenhauser Bachtal | 7,87             | 555553049 | Position    | 2006                 |
|                                        | LSG-3918-0044 | Landschaftsschutzgebiet Flugsanddüne bei Waddenhausen | 3,89             | 555553050 | Position    | 2006                 |
|                                        | LSG-3919-0001 | Landschaftsschutzgebiet Schiefenbrink | 7,91             | 555553051 | Position    | 2009                 |
|                                        | LSG-3919-0002 | Landschaftsschutzgebiet Oberlauf der Ilse | 6,79             | 555553052 | Position    | 2009                 |
|                                        | LSG-3919-0003 | Landschaftsschutzgebiet Welstorfer Bach | 11,68            | 555553053 | Position    | 2009                 |
|                                        | LSG-3919-0004 | Landschaftsschutzgebiet Taller Bach | 15,32            | 555553054 | Position    | 2009                 |
|                                        | LSG-3919-0005 | Landschaftsschutzgebiet Istorfer Bach | 5,71             | 555553055 | Position    | 2009                 |
|                                        | LSG-3919-0006 | Landschaftsschutzgebiet Jägerbach | 16,85            | 555553056 | Position    | 2009                 |
|                                        | LSG-3919-0007 | Landschaftsschutzgebiet Stränger Bach | 22,91            | 555553057 | Position    | 2009                 |
|                                        | LSG-3919-0008 | Landschaftsschutzgebiet Hellbach | 3,90             | 555553058 | Position    | 2009                 |
|                                        | LSG-3919-0009 | Landschaftsschutzgebiet Luher Bach | 90,35            | 555553059 | Position    | 2009                 |
|                                        | LSG-3919-0010 | Landschaftsschutzgebiet Sellsiekbach | 12,51            | 555553060 | Position    | 2009                 |
|                                        | LSG-3919-0011 | Landschaftsschutzgebiet Radsiekbach | 48,30            | 555553061 | Position    | 2009                 |
| weitere Bilder                         | LSG-3919-0012 | Landschaftsschutzgebiet Maibolte | 9,80             | 555553062 | Position    | 2009                 |
|                                        | LSG-3919-0013 | Landschaftsschutzgebiet Sugehohlbach | 9,36             | 555553063 | Position    | 2009                 |
|                                        | LSG-3919-0014 | Landschaftsschutzgebiet Biotopkomplex Hasenbrede | 6,55             | 555553064 | Position    | 2009                 |
|                                        | LSG-3919-0015 | Landschaftsschutzgebiet Thronsbach | 9,97             | 555553065 | Position    | 2009                 |
| weitere Bilder                         | LSG-3919-0016 | Landschaftsschutzgebiet Linnebach (Lemgo) | 33,70            | 555553066 | Position    | 2009                 |
|                                        | LSG-3919-0017 | Landschaftsschutzgebiet Laubker Bach | 57,13            | 555553067 | Position    | 2009                 |
|                                        | LSG-3919-0018 | Landschaftsschutzgebiet Biotopkomplex Bieberg/Pattwiese | 23,28            | 555553068 | Position    | 2009                 |
|                                        | LSG-3919-0019 | Landschaftsschutzgebiet Untreu | 15,35            | 555553069 | Position    | 2009                 |
|                                        | LSG-3919-0020 | Landschaftsschutzgebiet Langenkampsbach | 13,66            | 555553070 | Position    | 2009                 |
|                                        | LSG-3919-0021 | Landschaftsschutzgebiet Tal südlich Rieperturm | 3,53             | 555553071 | Position    | 2009                 |
|                                        | LSG-3919-0022 | Landschaftsschutzgebiet Lütter Bach | 39,37            | 555553072 | Position    | 2009                 |
|                                        | LSG-3919-0023 | Landschaftsschutzgebiet Haselbeke | 18,97            | 555553073 | Position    | 2009                 |
|                                        | LSG-3919-0024 | Landschaftsschutzgebiet Biotopkomplex südlich des Romberges | 20,88            | 555553074 | Position    | 1999                 |
|                                        | LSG-3919-0025 | Landschaftsschutzgebiet Quelllauf nördlich Henstorf | 2,31             | 555553075 | Position    | 1999                 |
|                                        | LSG-3919-0026 | Landschaftsschutzgebiet Biotopkomplex westlich Rentorf | 28,10            | 555553076 | Position    | 1999                 |
| weitere Bilder                         | LSG-3919-0027 | Landschaftsschutzgebiet Grünland - Heckenkomplex am Schanzenberg | 9,47             | 555553077 | Position    | 1999                 |
|                                        | LSG-3919-0028 | Landschaftsschutzgebiet Grünlandbereich südöstlich Niedermeien | 12,28            | 555553078 | Position    | 1999                 |
|                                        | LSG-3919-0029 | Landschaftsschutzgebiet Quelllauf bei Kleikamp | 5,33             | 555553079 | Position    | 1999                 |
|                                        | LSG-3919-0030 | Landschaftsschutzgebiet Siek Im Klee | 5,91             | 555553080 | Position    | 1999                 |
| weitere Bilder                         | LSG-3919-0031 | Landschaftsschutzgebiet Lipper und Pyrmonter Bergland | 8565,55          | 555553081 | Position    | 2007                 |
| weitere Bilder                         | LSG-3919-0032 | Landschaftsschutzgebiet Hillbachtal | 25,53            | 555553082 | Position    | 2007                 |
| weitere Bilder                         | LSG-3919-0033 | Landschaftsschutzgebiet Wald- und Grünlandkomplex Hillentrup | 52,71            | 555553083 | Position    | 2007                 |
| weitere Bilder                         | LSG-3919-0034 | Landschaftsschutzgebiet Maiboltetal | 24,18            | 555553084 | Position    | 2007                 |
|                                        | LSG-3919-0035 | Landschaftsschutzgebiet Lütter Bachtal | 3,20             | 555553085 | Position    | 2007                 |
|                                        | LSG-3919-0036 | Landschaftsschutzgebiet Taller Bachtal | 9,25             | 555553086 | Position    | 1999                 |
|                                        | LSG-3919-0037 | Landschaftsschutzgebiet Küstergrund | 5,72             | 555553087 | Position    | 1999                 |
|                                        | LSG-3919-0038 | Landschaftsschutzgebiet Hagensiek l Grund | 24,24            | 555553088 | Position    | 1999                 |
|                                        | LSG-3919-0039 | Landschaftsschutzgebiet Biotopkomplex südlich Hohenhausen | 2,48             | 555553089 | Position    | 1999                 |
|                                        | LSG-3919-0040 | Landschaftsschutzgebiet Grünland-Heckenkomplex am Knüppelberg | 10,10            | 555553090 | Position    | 1999                 |
|                                        | LSG-3919-0041 | Landschaftsschutzgebiet Talbereich bei Hagen | 32,52            | 555553091 | Position    | 1999                 |
|                                        | LSG-3919-0042 | Landschaftsschutzgebiet Siekbereich des Hasselbaches | 9,81             | 555553092 | Position    | 1999                 |
| weitere Bilder                         | LSG-3919-0043 | Landschaftsschutzgebiet Hanggrünland am Windberg | 20,22            | 555553093 | Position    | 1999                 |
|                                        | LSG-3919-0044 | Landschaftsschutzgebiet Grünland-Heckenkomplex südlich Brosen | 22,72            | 555553094 | Position    | 1999                 |
|                                        | LSG-3919-0045 | Landschaftsschutzgebiet Feldgehölz östlich Bavenhausen | 1,65             | 555553095 | Position    | 1999                 |
| weitere Bilder                         | LSG-3919-0046 | Landschaftsschutzgebiet Bungental/Schellental | 48,84            | 555553096 | Position    | 1999                 |
|                                        | LSG-3919-0047 | Landschaftsschutzgebiet Quellsieke der Hasebeke | 4,44             | 555553097 | Position    | 2005                 |
| weitere Bilder                         | LSG-3920-0001 | Landschaftsschutzgebiet Alter Sternberg | 29,09            | 555553098 | Position    | 2007                 |
|                                        | LSG-3920-0002 | Landschaftsschutzgebiet Biotopkomplex Krusfeld | 7,36             | 555553099 | Position    | 2007                 |
| weitere Bilder                         | LSG-3920-0003 | Landschaftsschutzgebiet Wald- und Grünlandkomplex Mühlenberg | 37,54            | 555553100 | Position    | 2007                 |
| weitere Bilder                         | LSG-3920-0004 | Landschaftsschutzgebiet Wald- und Grünlandkomplex Huppigsberg | 111,80           | 555553101 | Position    | 2007                 |
|                                        | LSG-3920-0005 | Landschaftsschutzgebiet Döhmerbach | 4,95             | 555553102 | Position    | 2007                 |
|                                        | LSG-3920-0006 | Landschaftsschutzgebiet Dewesiek | 42,85            | 555553103 | Position    | 2007                 |
|                                        | LSG-3920-0007 | Landschaftsschutzgebiet Mühlingsbachtal und Pottkuhlenteich | 21,09            | 555553104 | Position    | 2007                 |
|                                        | LSG-3920-0008 | Landschaftsschutzgebiet Hecken- und Grünlandkomplex Selberg-Friedenstal | 54,85            | 555553105 | Position    | 2007                 |
|                                        | LSG-3920-0009 | Landschaftsschutzgebiet Wald- und Grünlandkomplex Marksberg | 43,23            | 555553106 | Position    | 2007                 |
|                                        | LSG-3920-0010 | Landschaftsschutzgebiet Wald- und Grünlandkomplex Querental | 28,20            | 555553107 | Position    | 2007                 |
|                                        | LSG-3920-0011 | Landschaftsschutzgebiet Quellbereiche der Exter | 32,83            | 555553108 | Position    | 2007                 |
|                                        | LSG-3920-0012 | Landschaftsschutzgebiet Östlingsbach | 13,24            | 555553109 | Position    | 2007                 |
|                                        | LSG-3920-0013 | Landschaftsschutzgebiet Dorotheental | 57,88            | 555553110 | Position    | 2007                 |
|                                        | LSG-3920-0014 | Landschaftsschutzgebiet Diepkebachtal | 20,71            | 555553111 | Position    | 2007                 |
|                                        | LSG-3920-0015 | Landschaftsschutzgebiet Hermsiek | 44,42            | 555553112 | Position    | 2007                 |
|                                        | LSG-3920-0016 | Landschaftsschutzgebiet Eichelbach | 37,44            | 555553113 | Position    | 2007                 |
|                                        | LSG-3920-0017 | Landschaftsschutzgebiet Hecken- und Grünlandkomplex Bromberg | 11,18            | 555553114 | Position    | 2007                 |
|                                        | LSG-3920-0018 | Landschaftsschutzgebiet Hecken- und Grünlandkomplex Schmalental | 15,35            | 555553115 | Position    | 2007                 |
|                                        | LSG-3920-0019 | Landschaftsschutzgebiet Hecken- und Grünlandkomplex Sonneborn | 47,63            | 555553116 | Position    | 2007                 |
|                                        | LSG-3920-0020 | Landschaftsschutzgebiet Wald- und Grünlandkomplex Blomenstein | 15,19            | 555553117 | Position    | 2007                 |
|                                        | LSG-3920-0021 | Landschaftsschutzgebiet Siektal westlich Schwelentrup | 4,68             | 555553118 | Position    | 2007                 |
|                                        | LSG-3920-0022 | Landschaftsschutzgebiet Grüner Siek | 5,52             | 555553119 | Position    | 2007                 |
|                                        | LSG-3920-0023 | Landschaftsschutzgebiet Sieksystem bei Sturheide | 16,91            | 555553120 | Position    | 1999                 |
|                                        | LSG-3920-0024 | Landschaftsschutzgebiet Biotopkomplex am Windberg (Lüdenhausen) | 7,49             | 555553121 | Position    | 1999                 |
|                                        | LSG-3920-0025 | Landschaftsschutzgebiet Talbereich nordöstlich Lüdenhausen | 3,16             | 555553122 | Position    | 1999                 |
|                                        | LSG-3920-0026 | Landschaftsschutzgebiet Quellläufe im Wittsieker Holz | 19,50            | 555553123 | Position    | 1999                 |
|                                        | LSG-3920-0027 | Landschaftsschutzgebiet Biotopkomplex östlich Lüdenhausen | 14,07            | 555553124 | Position    | 1999                 |
|                                        | LSG-3920-0028 | Landschaftsschutzgebiet Biotopkomplex am Krubberg | 47,64            | 555553125 | Position    | 1999                 |
|                                        | LSG-3920-0029 | Landschaftsschutzgebiet Wald-Grünlandbereich am Grennerberg | 4,22             | 555553126 | Position    | 1999                 |
|                                        | LSG-3920-0030 | Landschaftsschutzgebiet Bachtal östlich Grüner Anger | 11,27            | 555553127 | Position    | 2007                 |
|                                        | LSG-3920-0031 | Landschaftsschutzgebiet Terrassenkulturlandschaft nördlich Hohe Asch | 39,83            | 555553128 | Position    | 2007                 |
|                                        | LSG-3920-0032 | Landschaftsschutzgebiet Humme-Bachtal mit Dewesiek | 17,52            | 555553129 | Position    | 2007                 |
|                                        | LSG-3920-0033 | Landschaftsschutzgebiet Bachtal mit Grünland-Gehölzkomplex bei Hohensonne | 21,11            | 555553130 | Position    | 2007                 |
|                                        | LSG-3920-0034 | Landschaftsschutzgebiet Wald-Grünlandkomplex südlich Lassbruch | 57,42            | 555553131 | Position    | 2007                 |
|                                        | LSG-3920-0035 | Landschaftsschutzgebiet Scharpker Bachtal | 39,01            | 555553132 | Position    | 2007                 |
|                                        | LSG-3920-0036 | Landschaftsschutzgebiet Zuläufe zur Alme | 12,97            | 555553133 | Position    | 2007                 |
|                                        | LSG-3920-0037 | Landschaftsschutzgebiet Bachtal bei Vogelsang | 3,36             | 555553134 | Position    | 2007                 |
|                                        | LSG-3920-0038 | Landschaftsschutzgebiet Wald-Grünlandkomplex westlich Nalhof | 47,63            | 555553135 | Position    | 2007                 |
|                                        | LSG-3920-0039 | Landschaftsschutzgebiet Bachtal mit Hanggrünland zwischen Siekfeld und Vallentrup | 55,36            | 555553136 | Position    | 2007                 |
|                                        | LSG-3920-0040 | Landschaftsschutzgebiet Beberbachtal östlich Schönhagen | 13,78            | 555553137 | Position    | 2007                 |
|                                        | LSG-3920-0041 | Landschaftsschutzgebiet Wald-Grünlandkomplex am Grennerberg | 1,16             | 555553138 | Position    | 2007                 |
|                                        | LSG-3920-0042 | Landschaftsschutzgebiet Beekebachtal | 39,13            | 555553139 | Position    | 2007                 |
|                                        | LSG-3920-0043 | Landschaftsschutzgebiet Nordhagenbachtal | 13,92            | 555553140 | Position    | 2007                 |
|                                        | LSG-3920-0044 | Landschaftsschutzgebiet Bachtal und Talhänge zwischen Winterberg und Eimke | 79,54            | 555553141 | Position    | 2007                 |
|                                        | LSG-3920-0045 | Landschaftsschutzgebiet Heckenlandschaft südlich Bösingfeld | 4,01             | 555553142 | Position    | 2007                 |
|                                        | LSG-3920-0046 | Landschaftsschutzgebiet Döhmerbachtal | 10,11            | 555553143 | Position    | 2007                 |
|                                        | LSG-3921-0001 | Landschaftsschutzgebiet Biotopkomplex Riddersgrund | 4,50             | 555553144 | Position    | 2007                 |
| weitere Bilder                         | LSG-4017-0012 | Landschaftsschutzgebiet Teutoburger Wald mit Brackweder Osning und Obere Senne mit Wistinghauser-, Haustenbecker- und Augustdorfer Senne und Ausläufern der Stukenbroker Lehmplatten                                                       | 1399,87          | 555589595 | Position    | 1990                 |
|                                        | LSG-4017-0023 | Landschaftsschutzgebiet Teutoburger Wald mit Lippischem Wald, Osning-Kamm und östlichem Osning-Vorland | 1451,65          | 555553234 | Position    | 2006                 |
|                                        | LSG-4017-0029 | Landschaftsschutzgebiet Steinbruch Menkhauser Berg | 1,29             | 555553235 | Position    | 2006                 |
|                                        | LSG-4018-0001 | Landschaftsschutzgebiet Windwehetal und Seitentäler | 59,54            | 555553237 | Position    | 2001                 |
|                                        | LSG-4018-0002 | Landschaftsschutzgebiet Siekbachtal östlich Grester Feld | 5,97             | 555553238 | Position    | 2001                 |
| weitere Bilder                         | LSG-4018-0003 | Landschaftsschutzgebiet Grütebach östlich Niederbarkhausen | 3,45             | 555553239 | Position    | 2001                 |
|                                        | LSG-4018-0004 | Landschaftsschutzgebiet Schafberg | 8,53             | 555553240 | Position    | 2001                 |
|                                        | LSG-4018-0005 | Landschaftsschutzgebiet Haferbachtal | 8,44             | 555553241 | Position    | 2001                 |
|                                        | LSG-4018-0006 | Landschaftsschutzgebiet Haferbach am Nölkenberg | 6,36             | 555553242 | Position    | 2001                 |
|                                        | LSG-4018-0007 | Landschaftsschutzgebiet Quellbereich an der Nordflanke des Tönsberges | 6,49             | 555553243 | Position    | 2001                 |
|                                        | LSG-4018-0008 | Landschaftsschutzgebiet Krebsbachtal (Lage) | 10,52            | 555553244 | Position    | 2006                 |
| weitere Bilder                         | LSG-4018-0009 | Landschaftsschutzgebiet Siek- und Haferbachtal | 29,44            | 555553245 | Position    | 2006                 |
|                                        | LSG-4018-0010 | Landschaftsschutzgebiet Gruttbachtal | 24,38            | 555553246 | Position    | 2006                 |
| weitere Bilder                         | LSG-4018-0011 | Landschaftsschutzgebiet Sunder- und Bruchbachtal | 34,25            | 555560848 | Position    | 2006                 |
|                                        | LSG-4018-0012 | Landschaftsschutzgebiet Werreniederung | 63,91            | 555553248 | Position    | 2006                 |
|                                        | LSG-4018-0013 | Landschaftsschutzgebiet Siek am Hellwegshof | 8,88             | 555553249 | Position    | 2006                 |
|                                        | LSG-4018-0014 | Landschaftsschutzgebiet Rothenbachtal | 19,85            | 555553250 | Position    | 2006                 |
|                                        | LSG-4018-0015 | Landschaftsschutzgebiet Webelsbusch | 2,16             | 555553251 | Position    | 2006                 |
| weitere Bilder                         | LSG-4018-0016 | Landschaftsschutzgebiet Hörster Bachtal | 29,02            | 555553252 | Position    | 2006                 |
|                                        | LSG-4018-0017 | Landschaftsschutzgebiet Rethlager Bachtal | 12,15            | 555553253 | Position    | 2006                 |
| LSG-Wald- und Wiesenkomplex Münterburg | LSG-4018-0018 | Landschaftsschutzgebiet Wald- und Wiesenkomplex Münterburg | 79,09            | 555553254 | Position    | 2006                 |
| LSG-Hörster Egge                       | LSG-4018-0019 | Landschaftsschutzgebiet Hörster Egge | 53,50            | 555553255 | Position    | 2006                 |
| weitere Bilder                         | LSG-4018-0020 | Landschaftsschutzgebiet Südliches Lipper Bergland mit Werrehügelland und Detmolder Hügelland sowie Bielefelder Osning mit Pivitsheider Bergen                                                                                              | 6180,71          | 555589532 | Position    | 2006                 |
| weitere Bilder                         | LSG-4018-0021 | Landschaftsschutzgebiet Werretal | 210,80           | 555553257 | Position    | 2006                 |
|                                        | LSG-4018-0022 | Landschaftsschutzgebiet Retlager Bach | 14,69            | 555553258 | Position    | 2006                 |
| weitere Bilder                         | LSG-4018-0023 | Landschaftsschutzgebiet Hasselbach | 20,27            | 555553259 | Position    | 2006                 |
| weitere Bilder                         | LSG-4018-0024 | Landschaftsschutzgebiet Heidenbach (Vietberg) | 15,49            | 555553260 | Position    | 2006                 |
| weitere Bilder                         | LSG-4018-0025 | Landschaftsschutzgebiet Biotopkomplex am Viethberg | 33,18            | 555553261 | Position    | 2006                 |
|                                        | LSG-4018-0026 | Landschaftsschutzgebiet Bachtal bei Krawinkel | 1,80             | 555553262 | Position    | 2006                 |
|                                        | LSG-4018-0027 | Landschaftsschutzgebiet Quellbereich Massiekbach | 13,27            | 555553263 | Position    | 2006                 |
|                                        | LSG-4018-0028 | Landschaftsschutzgebiet Biotopkomplex Hilgenstuhl | 13,97            | 555553264 | Position    | 2006                 |
|                                        | LSG-4018-0029 | Landschaftsschutzgebiet Retlager Bachtal | 0,27             | 555553265 | Position    | 2006                 |
| weitere Bilder                         | LSG-4018-0030 | Landschaftsschutzgebiet Heidenbach (Detmold) | 14,98            | 555553266 | Position    | 2006                 |
|                                        | LSG-4019-0001 | Landschaftsschutzgebiet Echternbach | 36,94            | 555553267 | Position    | 2009                 |
|                                        | LSG-4019-0002 | Landschaftsschutzgebiet Vorderbach | 12,22            | 555553268 | Position    | 2009                 |
|                                        | LSG-4019-0003 | Landschaftsschutzgebiet Biotopkomplex Wiembecker Driften | 16,73            | 555553269 | Position    | 2009                 |
|                                        | LSG-4019-0004 | Landschaftsschutzgebiet Bruchbach | 16,75            | 555553270 | Position    | 2009                 |
|                                        | LSG-4019-0005 | Landschaftsschutzgebiet Krebsbach (Lemgo) | 19,63            | 555553271 | Position    | 2009                 |
|                                        | LSG-4019-0006 | Landschaftsschutzgebiet Moorsiek | 9,20             | 555553272 | Position    | 2009                 |
| weitere Bilder                         | LSG-4019-0007 | Landschaftsschutzgebiet Hahnberg | 71,47            | 555553273 | Position    | 2006                 |
| Senderbusch                            | LSG-4019-0008 | Landschaftsschutzgebiet Stenderbusch | 2,75             | 555553274 | Position    | 2006                 |
|                                        | LSG-4019-0011 | Landschaftsschutzgebiet Linnebach (Detmold) | 18,82            | 555553275 | Position    | 2006                 |
| weitere Bilder                         | LSG-4019-0012 | Landschaftsschutzgebiet Buchenwald-Obstwiesenkomplex in Hedderhagen (Detmold) | 1,43             | 555553276 | Position    | 2006                 |
| weitere Bilder                         | LSG-4019-0013 | Landschaftsschutzgebiet Biotopkomplex am Rotenberg | 15,40            | 555553277 | Position    | 2006                 |
|                                        | LSG-4019-0014 | Landschaftsschutzgebiet Grünland-Heckenkomplex südlich Loßbruch | 20,44            | 555553278 | Position    | 2006                 |
|                                        | LSG-4019-0015 | Landschaftsschutzgebiet Bachlauf östlich Loßbruch | 18,04            | 555553279 | Position    | 2006                 |
| weitere Bilder                         | LSG-4019-0016 | Landschaftsschutzgebiet Krebsbach (Detmold) | 4,10             | 555553280 | Position    | 2006                 |
| weitere Bilder                         | LSG-4019-0017 | Landschaftsschutzgebiet Bachtäler westlich Biesen | 17,27            | 555553281 | Position    | 2006                 |
| weitere Bilder                         | LSG-4019-0018 | Landschaftsschutzgebiet Bachtal nördlich Bremke | 8,22             | 555553282 | Position    | 2006                 |
|                                        | LSG-4019-0019 | Landschaftsschutzgebiet Biotopkomplex bei Vosshagen | 4,01             | 555553283 | Position    | 2006                 |
|                                        | LSG-4019-0020 | Landschaftsschutzgebiet Biotopkomplex nördlich Jerxen | 8,14             | 555553284 | Position    | 2006                 |
| weitere Bilder                         | LSG-4019-0021 | Landschaftsschutzgebiet Sylbecke | 42,01            | 555553285 | Position    | 2006                 |
|                                        | LSG-4019-0022 | Landschaftsschutzgebiet Brokerbach | 30,99            | 555553286 | Position    | 2006                 |
|                                        | LSG-4019-0023 | Landschaftsschutzgebiet Almberg | 16,67            | 555553287 | Position    | 2006                 |
|                                        | LSG-4019-0024 | Landschaftsschutzgebiet Bremker Bach | 13,12            | 555553288 | Position    | 2006                 |
| weitere Bilder                         | LSG-4019-0025 | Landschaftsschutzgebiet Mosebecke | 65,23            | 555553289 | Position    | 2006                 |
| weitere Bilder                         | LSG-4019-0026 | Landschaftsschutzgebiet Scherenbruch | 7,45             | 555553290 | Position    | 2006                 |
| weitere Bilder                         | LSG-4019-0027 | Landschaftsschutzgebiet Biotopkomplex am Hiddeser Berg | 16,01            | 555553291 | Position    | 2006                 |
| weitere Bilder                         | LSG-4019-0028 | Landschaftsschutzgebiet Wörbke / Diestelbach | 50,20            | 555553292 | Position    | 2006                 |
| weitere Bilder                         | LSG-4019-0029 | Landschaftsschutzgebiet Wedasch | 25,92            | 555553293 | Position    | 2006                 |
|                                        | LSG-4019-0030 | Landschaftsschutzgebiet Quellläufe des Dämischbaches | 6,75             | 555553294 | Position    | 2006                 |
|                                        | LSG-4019-0031 | Landschaftsschutzgebiet Siekbach (Lage) | 14,06            | 555553295 | Position    | 2006                 |
| weitere Bilder                         | LSG-4019-0032 | Landschaftsschutzgebiet Buchenwald/Obstwiesenkomplex bei Hedderhagen | 9,15             | 555553296 | Position    | 2006                 |
|                                        | LSG-4019-0033 | Landschaftsschutzgebiet Wiembecke | 16,58            | 555553297 | Position    | 2006                 |
| weitere Bilder                         | LSG-4019-0034 | Landschaftsschutzgebiet Strangbach/Buchholz | 47,64            | 555553298 | Position    | 2006                 |
| weitere Bilder                         | LSG-4019-0035 | Landschaftsschutzgebiet Refers Siek | 10,97            | 555553299 | Position    | 2006                 |
| weitere Bilder                         | LSG-4019-0036 | Landschaftsschutzgebiet Lipper Bergland mit Blomberger Höhen, Detmolder Hügelland und Blomberger Becken sowie Bachtäler und Grünlandbereiche der Blomberger Höhen und Blomberger Becken                                                    | 7336,64          | 555589484 | Position    | 2005                 |
|                                        | LSG-4019-0037 | Landschaftsschutzgebiet Niedernkamp und Grabenbreite | 2,95             | 555553301 | Position    | 2005                 |
| weitere Bilder                         | LSG-4019-0038 | Landschaftsschutzgebiet Kulturlandschaftskomplex Hagendonop | 66,76            | 555553302 | Position    | 2005                 |
|                                        | LSG-4019-0039 | Landschaftsschutzgebiet Bachtal Thebenbreite | 0,65             | 555553303 | Position    | 2005                 |
|                                        | LSG-4019-0040 | Landschaftsschutzgebiet Nebental der Marpe nordwestlich Lüdersdorf | 3,68             | 555553304 | Position    | 2005                 |
| weitere Bilder                         | LSG-4019-0041 | Landschaftsschutzgebiet Bachtal am Lüdershof | 3,75             | 555553305 | Position    | 2005                 |
|                                        | LSG-4019-0042 | Landschaftsschutzgebiet Birksiek westlich Dalborn | 4,21             | 555553306 | Position    | 2005                 |
|                                        | LSG-4019-0043 | Landschaftsschutzgebiet Wald im Bereich Eggeland | 9,81             | 555553307 | Position    | 2005                 |
|                                        | LSG-4019-0044 | Landschaftsschutzgebiet Talsystem bei Brüntrup | 13,06            | 555553308 | Position    | 2005                 |
| weitere Bilder                         | LSG-4019-0045 | Landschaftsschutzgebiet Tal westlich Schling | 6,51             | 555553309 | Position    | 2006                 |
|                                        | LSG-4019-0051 | Landschaftsschutzgebiet Bachniederungen und Talrandzonen nördlich Wehren | 48,77            | 555553310 | Position    | 1997                 |
| weitere Bilder                         | LSG-4019-0052 | Landschaftsschutzgebiet Werretal östlich Bad Meinberg | 16,40            | 555553311 | Position    | 1997                 |
| weitere Bilder                         | LSG-4019-0053 | Landschaftsschutzgebiet Werretal westlich Bad Meinberg | 38,08            | 555553312 | Position    | 1997                 |
|                                        | LSG-4020-0001 | Landschaftsschutzgebiet Biotopkomplex Kleiner Hagen | 3,96             | 555553313 | Position    | 2007                 |
|                                        | LSG-4020-0002 | Landschaftsschutzgebiet Steinkensbachtal | 28,20            | 555553314 | Position    | 2007                 |
|                                        | LSG-4020-0003 | Landschaftsschutzgebiet Grießebach | 56,81            |           | Position    | 2007                 |
|                                        | LSG-4020-0004 | Landschaftsschutzgebiet Papenquellbachtal | 9,86             | 555553316 | Position    | 2007                 |
| weitere Bilder                         | LSG-4020-0005 | Landschaftsschutzgebiet Selbecke (Barntrup) | 19,53            | 555553317 | Position    | 2007                 |
|                                        | LSG-4020-0006 | Landschaftsschutzgebiet Hahnebach | 34,81            | 555553318 | Position    | 2007                 |
|                                        | LSG-4020-0008 | Landschaftsschutzgebiet Grünlandbereich bei Obersiebenhöfen | 0,87             | 555553320 | Position    | 2005                 |
|                                        | LSG-4020-0009 | Landschaftsschutzgebiet Liethbachtal | 29,76            | 555553321 | Position    | 2005                 |
| weitere Bilder                         | LSG-4020-0010 | Landschaftsschutzgebiet Siek westlich Reelkirchen | 9,26             | 555553322 | Position    | 2005                 |
|                                        | LSG-4020-0011 | Landschaftsschutzgebiet Bach-Eschenwälder am Püllenberg | 4,58             | 555553323 | Position    | 2005                 |
|                                        | LSG-4020-0012 | Landschaftsschutzgebiet Tal der Donope | 25,5             | 555553324 | Position    | 2005                 |
|                                        | LSG-4020-0013 | Landschaftsschutzgebiet Köllerberg | 9,84             | 555553325 | Position    | 2005                 |
|                                        | LSG-4020-0014 | Landschaftsschutzgebiet Oberes Marpetal | 28,28            | 555553326 | Position    | 2005                 |
|                                        | LSG-4020-0015 | Landschaftsschutzgebiet Tal nördlich Riechenberg | 7,46             | 555553327 | Position    | 2005                 |
|                                        | LSG-4020-0016 | Landschaftsschutzgebiet Talbereich der Diestelbachaue mit Nebentälern | 66,27            | 555553328 | Position    | 2005                 |
|                                        | LSG-4020-0017 | Landschaftsschutzgebiet Auenbereich westlich Nabberg | 8,42             | 555553329 | Position    | 2005                 |
|                                        | LSG-4020-0018 | Landschaftsschutzgebiet Talbereich bei Klus | 6,71             | 555553330 | Position    | 2005                 |
|                                        | LSG-4020-0019 | Landschaftsschutzgebiet Grünlandbereich am Ackerrott | 4,62             | 555553331 | Position    | 2005                 |
|                                        | LSG-4020-0020 | Landschaftsschutzgebiet Grünlandbereich am Mossenberg | 5,75             | 555553332 | Position    | 2005                 |
|                                        | LSG-4020-0021 | Landschaftsschutzgebiet Hainbach südöstlich von Istrup | 6,28             | 555553333 | Position    | 2005                 |
|                                        | LSG-4020-0022 | Landschaftsschutzgebiet Talabschnitt westlich von Blomberg | 3,20             | 555553334 | Position    | 2005                 |
|                                        | LSG-4020-0023 | Landschaftsschutzgebiet Talbereich östlich des Sportplatzes Blomberg | 6,33             | 555553335 | Position    | 2005                 |
|                                        | LSG-4020-0024 | Landschaftsschutzgebiet Siekgraben westlich Drawenberg | 3,73             | 555553336 | Position    | 2005                 |
|                                        | LSG-4020-0025 | Landschaftsschutzgebiet Rosensiek und Bocksgrund südlich Istrup | 14,71            | 555553337 | Position    | 2005                 |
| weitere Bilder                         | LSG-4020-0026 | Landschaftsschutzgebiet Lipper Bergland mit Steinheimer Becken, Blomberger Höhen, Sabbenhauser Mulde und Schwalenberger Höhen | 2798,90          | 555589485 | Position    | 1994                 |
|                                        | LSG-4020-0027 | Landschaftsschutzgebiet Fauler Siek | 1,25             | 555553339 | Position    | 1994                 |
|                                        | LSG-4020-0028 | Landschaftsschutzgebiet Blutbachtal | 16,50            | 555553340 | Position    | 1994                 |
|                                        | LSG-4020-0029 | Landschaftsschutzgebiet Feldkuhle im Siekfeld | 0,14             | 555553341 | Position    | 1994                 |
|                                        | LSG-4020-0030 | Landschaftsschutzgebiet Talbereich im Siekfeld | 1,20             | 555553342 | Position    | 1994                 |
|                                        | LSG-4020-0031 | Landschaftsschutzgebiet Diestelbachtal | 32,21            | 555553343 | Position    | 1994                 |
|                                        | LSG-4020-0032 | Landschaftsschutzgebiet Am Bohnenbachtal südlich Stammhof | 2,64             | 555553344 | Position    | 1994                 |
|                                        | LSG-4020-0033 | Landschaftsschutzgebiet Ellernbachtal | 10,99            | 555553345 | Position    | 1994                 |
| weitere Bilder                         | LSG-4020-0034 | Landschaftsschutzgebiet Töllengrund | 27,59            | 555553346 | Position    | 1994                 |
|                                        | LSG-4020-0035 | Landschaftsschutzgebiet Duddenloch südöstlich Blomberg | 15,66            | 555553347 | Position    | 2005                 |
| weitere Bilder                         | LSG-4020-0036 | Landschaftsschutzgebiet Butterbachtal mit Grünlandkomplex am Püngelsberg | 12,20            | 555553348 | Position    | 2005                 |
|                                        | LSG-4020-0037 | Landschaftsschutzgebiet Quellbereich mit Feuchtgebiet Im Sundern westlich Mossenberg | 1,59             | 555553349 | Position    | 2005                 |
|                                        | LSG-4020-0038 | Landschaftsschutzgebiet Siekbereich am Buschkamp | 2,30             | 555553350 | Position    | 2005                 |
|                                        | LSG-4020-0039 | Landschaftsschutzgebiet Bachtal bei Brunsiek | 7,23             | 555553351 | Position    | 2005                 |
|                                        | LSG-4020-0040 | Landschaftsschutzgebiet Grünlandbereich südlich Freismissen | 8,88             | 555553352 | Position    | 2005                 |
|                                        | LSG-4020-0041 | Landschaftsschutzgebiet Bachtal nordwestlich Belle | 13,19            | 555553353 | Position    | 1997                 |
|                                        | LSG-4020-0042 | Landschaftsschutzgebiet Steinbruch am Drostenberg | 1,71             | 555553354 | Position    | 1997                 |
|                                        | LSG-4020-0043 | Landschaftsschutzgebiet Ellernbach | 2,61             | 555553355 | Position    | 1997                 |
|                                        | LSG-4020-0044 | Landschaftsschutzgebiet Hanggrünland an Krügers Berg südöstlich Reelkirchen | 7,38             | 555553356 | Position    | 2005                 |
| weitere Bilder                         | LSG-4021-0001 | Landschaftsschutzgebiet Pyrmonter Bergland sowie südliches Lipper Bergland | 5299,38          | 555553357 | Position    | 2005                 |
| weitere Bilder                         | LSG-4021-0002 | Landschaftsschutzgebiet Winzenberg | 11,00            | 555553358 | Position    | 2005                 |
|                                        | LSG-4021-0003 | Landschaftsschutzgebiet Halbtrockenrasen auf der Kuppe des Hamberges | 0,96             | 555553359 | Position    | 2005                 |
|                                        | LSG-4021-0004 | Landschaftsschutzgebiet Eschenbach | 0,29             | 555553360 | Position    | 2005                 |
|                                        | LSG-4021-0005 | Landschaftsschutzgebiet Osterberg | 20,22            | 555553361 | Position    | 2005                 |
| weitere Bilder                         | LSG-4021-0006 | Landschaftsschutzgebiet Grünlandtal am Südhang des Schildberges | 19,83            | 555553362 | Position    | 2005                 |
| weitere Bilder                         | LSG-4021-0007 | Landschaftsschutzgebiet Uhlensenbach | 29,19            | 555553363 | Position    | 2005                 |
|                                        | LSG-4021-0008 | Landschaftsschutzgebiet Grünland-Hecken-Komplex am Humberg | 20,70            | 555553364 | Position    | 2005                 |
|                                        | LSG-4021-0009 | Landschaftsschutzgebiet Grünland am Osthang des Humberges | 4,62             | 555553365 | Position    | 2005                 |
| weitere Bilder                         | LSG-4021-0010 | Landschaftsschutzgebiet Tal am Südhang des Humberges | 16,04            | 555553366 | Position    | 2005                 |
|                                        | LSG-4021-0011 | Landschaftsschutzgebiet Oberer Kirchberg | 13,55            | 555553367 | Position    | 2005                 |
| weitere Bilder                         | LSG-4021-0012 | Landschaftsschutzgebiet Dallensenbach | 36,69            | 555553368 | Position    | 2005                 |
|                                        | LSG-4021-0013 | Landschaftsschutzgebiet Bachtal südlich Mittelberg | 5,18             | 555553369 | Position    | 2005                 |
|                                        | LSG-4021-0014 | Landschaftsschutzgebiet Bachtal nördlich Dörenberg | 18,67            | 555553370 | Position    | 2005                 |
|                                        | LSG-4021-0015 | Landschaftsschutzgebiet Bachläufe südwestlich Blankenburg | 31,44            | 555553371 | Position    | 2005                 |
| weitere Bilder                         | LSG-4021-0016 | Landschaftsschutzgebiet Seitentäler der Wörmke | 8,98             | 555553372 | Position    | 2005                 |
| weitere Bilder                         | LSG-4021-0017 | Landschaftsschutzgebiet Dörenberg | 12,62            | 555553373 | Position    | 2005                 |
| weitere Bilder                         | LSG-4021-0018 | Landschaftsschutzgebiet Bachtal südlich Finkenborn | 26,78            | 555553374 | Position    | 2005                 |
| weitere Bilder                         | LSG-4021-0019 | Landschaftsschutzgebiet Lüdenberg | 10,34            | 555553375 | Position    | 2005                 |
|                                        | LSG-4021-0020 | Landschaftsschutzgebiet Muldental nördlich Sabbenhausen | 7,04             | 555553376 | Position    | 2005                 |
|                                        | LSG-4021-0021 | Landschaftsschutzgebiet Grünland-Hecken-Komplex am Schwalenberger Wald | 0,95             | 555553377 | Position    | 2005                 |
|                                        | LSG-4021-0022 | Landschaftsschutzgebiet Grünland am Schwalenberger Wald | 28,91            | 555553378 | Position    | 2005                 |
|                                        | LSG-4021-0023 | Landschaftsschutzgebiet Seitental der Wörmke östlich Elbrinxen | 4,62             | 555553379 | Position    | 2005                 |
|                                        | LSG-4021-0024 | Landschaftsschutzgebiet Grünland-Hecken-Komplex östlich Elbrinxen | 17,76            | 555553380 | Position    | 2005                 |
|                                        | LSG-4021-0025 | Landschaftsschutzgebiet Ilsenbach südöstlich Elbrinxen | 3,34             | 555553381 | Position    | 2005                 |
|                                        | LSG-4021-0026 | Landschaftsschutzgebiet Bachtal westlich Rauher Kopf | 5,37             | 555553382 | Position    | 2005                 |
|                                        | LSG-4021-0027 | Landschaftsschutzgebiet Bachlauf südöstlich Sabbenhausen | 3,20             | 555553383 | Position    | 2005                 |
|                                        | LSG-4021-0028 | Landschaftsschutzgebiet Bachtal bei Wörderfeld | 20,87            | 555553384 | Position    | 2005                 |
|                                        | LSG-4021-0029 | Landschaftsschutzgebiet Klingenbachtal | 5,45             | 555553385 | Position    | 1994                 |
|                                        | LSG-4021-0030 | Landschaftsschutzgebiet Grünlandbereich westlich Spielberg | 1,27             | 555553386 | Position    | 1994                 |
|                                        | LSG-4021-0031 | Landschaftsschutzgebiet Tal- und Hangbereiche bei Harzberg | 17,85            | 555553387 | Position    | 1994                 |
|                                        | LSG-4021-0032 | Landschaftsschutzgebiet Tal- und Hangbereiche bei Elbrinxer Glashütte | 6,09             | 555553388 | Position    | 1994                 |
|                                        | LSG-4021-0033 | Landschaftsschutzgebiet Rosenborn | 0,23             | 555553389 | Position    | 1994                 |
|                                        | LSG-4021-0034 | Landschaftsschutzgebiet Grünlandkomplex Süntruper Holz | 14,66            | 555553390 | Position    | 2005                 |
|                                        | LSG-4021-0035 | Landschaftsschutzgebiet Hainbach zwischen Wöhren und Istrup | 16,78            | 555553391 | Position    | 2005                 |
| weitere Bilder                         | LSG-4021-0036 | Landschaftsschutzgebiet Grünlandtäler nördlich und südlich Eschenbruch | 50,74            | 555553392 | Position    | 2005                 |
|                                        | LSG-4021-0044 | Landschaftsschutzgebiet Lürgrund | 5,61             | 555553393 | Position    | 1994                 |
|                                        | LSG-4021-0045 | Landschaftsschutzgebiet Steinbachtal | 19,39            |           | Position    | 1994                 |
|                                        | LSG-4021-0046 | Landschaftsschutzgebiet Bachtäler und Quellbereiche im Stadtwald Lügde | 66,94            |           | Position    | 1994                 |
|                                        | LSG-4022-0001 | Landschaftsschutzgebiet Hünkergrund | 16,88            | 555553396 | Position    | 2005                 |
| weitere Bilder                         | LSG-4118-0001 | Landschaftsschutzgebiet Egge-Gebiet und Lipper Bergland mit Bielefelder Osning, Paderborner Hochfläche und Hellwegbörden | 8169,23          | 555589439 | Position    | 1997                 |
|                                        | LSG-4119-0001 | Landschaftsschutzgebiet Heckenlandschaft am Galgenberg | 11,32            | 555553484 | Position    | 1997                 |
| weitere Bilder                         | LSG-4119-0002 | Landschaftsschutzgebiet Bergheide auf der Vogeltaufe | 11,22            | 555553485 | Position    | 1997                 |
|                                        | LSG-4119-0003 | Landschaftsschutzgebiet Grünland-Gebüsch-Waldkomplex nordwestlich Horn | 22,01            | 555553486 | Position    | 1997                 |
|                                        | LSG-4119-0004 | Landschaftsschutzgebiet Oberes Wiembecketal | 5,47             | 555553487 | Position    | 1997                 |
| weitere Bilder                         | LSG-4119-0005 | Landschaftsschutzgebiet Heckenlandschaft Bellenberg-Nord | 78,75            | 555553488 | Position    | 1997                 |
|                                        | LSG-4119-0006 | Landschaftsschutzgebiet Kerbtal südwestlich Bellenberg | 4,15             | 555553489 | Position    | 1997                 |
| weitere Bilder                         | LSG-4119-0007 | Landschaftsschutzgebiet Krebsbachtal (Horn-Bad Meinberg) | 40,77            | 555553490 | Position    | 1997                 |
| weitere Bilder                         | LSG-4119-0008 | Landschaftsschutzgebiet Zangenbachtal | 57,72            | 555553491 | Position    | 1997                 |
| weitere Bilder                         | LSG-4119-0009 | Landschaftsschutzgebiet Heckenlandschaft südlich Horn | 11,44            | 555553492 | Position    | 1997                 |
| weitere Bilder                         | LSG-4119-0010 | Landschaftsschutzgebiet Hecken-Grünlandkomplex südöstlich Horn | 11,35            | 555553493 | Position    | 1997                 |
| LSG Silberbachtal                      | LSG-4119-0011 | Landschaftsschutzgebiet Silberbachtal | 61,18            | 555553494 | Position    | 1997                 |
| weitere Bilder                         | LSG-4119-0012 | Landschaftsschutzgebiet Forsthaus Nassesand | 3,30             | 555553495 | Position    | 1997                 |
| weitere Bilder                         | LSG-4119-0013 | Landschaftsschutzgebiet Hecken-Grünlandkomplex nördlich Kohlstädt | 5,93             | 555553496 | Position    | 1997                 |
| weitere Bilder                         | LSG-4119-0014 | Landschaftsschutzgebiet Hecken-Grünlandkomplex nordöstlich Kohlstädt | 12,86            | 555553497 | Position    | 1997                 |
| weitere Bilder                         | LSG-4119-0015 | Landschaftsschutzgebiet Oberes Strothetal | 23,05            | 555553498 | Position    | 1997                 |
|                                        | LSG-4119-0016 | Landschaftsschutzgebiet Hellebecke-Niederung | 16,73            | 555553499 | Position    | 1997                 |
| weitere Bilder                         | LSG-4119-0017 | Landschaftsschutzgebiet Unteres Strothetal | 15,76            | 555553500 | Position    | 1997                 |
| weitere Bilder                         | LSG-4119-0018 | Landschaftsschutzgebiet Bachniederung nordöstlich Schlangen | 10,94            | 555553501 | Position    | 1997                 |
| weitere Bilder                         | LSG-4119-0019 | Landschaftsschutzgebiet Heckenlandschaft südlich Kohlstädt | 91,75            | 555553502 | Position    | 1997                 |
| weitere Bilder                         | LSG-4119-0020 | Landschaftsschutzgebiet Unteres Emkental | 33,90            | 555553503 | Position    | 1997                 |
| weitere Bilder                         | LSG-4119-0021 | Landschaftsschutzgebiet Schlänger Bachtal | 20,89            | 555553504 | Position    | 1997                 |
| weitere Bilder                         | LSG-4119-0022 | Landschaftsschutzgebiet Langes Tal | 25,39            | 555553505 | Position    | 1997                 |
| weitere Bilder                         | LSG-4119-0023 | Landschaftsschutzgebiet Durbeketal | 21,52            | 555553506 | Position    | 1997                 |
| weitere Bilder                         | LSG-4119-0024 | Landschaftsschutzgebiet Tal- und Hangbereich nördlich Kempen | 10,06            | 555553507 | Position    | 1997                 |
| weitere Bilder                         | LSG-4119-0025 | Landschaftsschutzgebiet Grünlandbereich südlich Kempen | 10,89            | 555553508 | Position    | 1997                 |
| weitere Bilder                         | LSG-4119-0026 | Landschaftsschutzgebiet Südholz | 25,44            | 555553509 | Position    | 1997                 |
| weitere Bilder                         | LSG-4119-0027 | Landschaftsschutzgebiet Wiese am Hangstein | 4,89             | 555553510 | Position    | 2006                 |
| weitere Bilder                         | LSG-4119-0028 | Landschaftsschutzgebiet Hangwiese Steinbrink | 7,94             | 555553511 | Position    | 2006                 |
| weitere Bilder                         | LSG-4119-0029 | Landschaftsschutzgebiet Magerwiesen und -weiden am Niedersachsenweg | 3,02             | 555553512 | Position    | 2006                 |
|                                        | LSG-4120-0001 | Landschaftsschutzgebiet Emmertal südwestlich Noltehof | 44,18            | 555553516 | Position    | 1994                 |
| weitere Bilder                         | LSG-4120-0002 | Landschaftsschutzgebiet Bennersiek | 6,98             | 555553517 | Position    | 1994                 |
| weitere Bilder                         | LSG-4120-0003 | Landschaftsschutzgebiet Bärental | 28,04            | 555553518 | Position    | 1994                 |
| weitere Bilder                         | LSG-4120-0004 | Landschaftsschutzgebiet Tal am Kerrensberg | 4,64             | 555553519 | Position    | 1994                 |
| weitere Bilder                         | LSG-4120-0005 | Landschaftsschutzgebiet Bückeburger Riesen | 22,46            | 555553520 | Position    | 1994                 |
| weitere Bilder                         | LSG-4120-0006 | Landschaftsschutzgebiet Talsystem des Breitenhauptbaches | 13,18            | 555553521 | Position    | 1994                 |
| weitere Bilder                         | LSG-4120-0016 | Landschaftsschutzgebiet Talzug mit Hecken-Grünlandkomplex nördlich Vahlhausen | 15,99            | 555553522 | Position    | 1997                 |
| weitere Bilder                         | LSG-4120-0017 | Landschaftsschutzgebiet Beller Holz und Niederbeller Bachtal | 41,05            | 555553523 | Position    | 1997                 |
| weitere Bilder                         | LSG-4120-0018 | Landschaftsschutzgebiet Hagensiek | 0,15             | 555553524 | Position    | 1997                 |
| weitere Bilder                         | LSG-4120-0019 | Landschaftsschutzgebiet Bachniederung südlich Belle | 12,09            | 555553525 | Position    | 1997                 |
| weitere Bilder                         | LSG-4120-0020 | Landschaftsschutzgebiet Napte bei Wöbbel | 0,56             | 555553526 | Position    | 1997                 |
|                                        | LSG-4120-0021 | Landschaftsschutzgebiet Mergelkuhle östlich Billerbeck | 1,23             | 555553527 | Position    | 1997                 |
| weitere Bilder                         | LSG-4120-0022 | Landschaftsschutzgebiet Buschenberg | 3,00             | 555553528 | Position    | 1997                 |
|                                        | LSG-4121-0001 | Landschaftsschutzgebiet Wiesental bei Kortenberg | 6,30             | 555553529 | Position    | 2005                 |
|                                        | LSG-4121-0002 | Landschaftsschutzgebiet Hammelbachverlauf im Grünland | 29,98            | 555553530 | Position    | 2005                 |
| weitere Bilder                         | LSG-4121-0003 | Landschaftsschutzgebiet Bachtal westlich Rischenau | 6,74             | 555553531 | Position    | 2005                 |
| weitere Bilder                         | LSG-4121-0004 | Landschaftsschutzgebiet Bachtal nördlich Biesterfeld | 19,94            | 555553532 | Position    | 2005                 |
| weitere Bilder                         | LSG-4121-0005 | Landschaftsschutzgebiet Oberlauf des Ilsenbach südlich Rischenau | 11,51            | 555553533 | Position    | 2005                 |
|                                        | LSG-4121-0006 | Landschaftsschutzgebiet Hammelbachverlauf im Wald | 10,81            | 555553534 | Position    | 2005                 |
|                                        | LSG-4121-0007 | Landschaftsschutzgebiet Rote Kuhle | 1,23             | 555553535 | Position    | 2005                 |
|                                        | LSG-4121-0008 | Landschaftsschutzgebiet Lakenbach | 23,58            | 555553536 | Position    | 2005                 |
|                                        | LSG-4121-0009 | Landschaftsschutzgebiet Hecken-Grünland-Brache-Komplex nördlich Niese | 22,84            | 555553537 | Position    | 2005                 |
|                                        | LSG-4121-0010 | Landschaftsschutzgebiet Feuchtwiese am Bentberg | 1,23             | 555553538 | Position    | 2005                 |
|                                        | LSG-4121-0011 | Landschaftsschutzgebiet Magerweiden-Hecken-Komplex nördlich Köterberg | 8,71             | 555553539 | Position    | 2005                 |
|                                        | LSG-4121-0012 | Landschaftsschutzgebiet Niesetal und Bönekenbach | 14,51            | 555553540 | Position    | 2005                 |
|                                        | LSG-4121-0013 | Landschaftsschutzgebiet Niesetal östlich der Ortschaft Niese | 22,18            | 555553541 | Position    | 2005                 |
|                                        | LSG-4121-0014 | Landschaftsschutzgebiet Magdalenquelle | 4,66             |           | Position    | 1994                 |
|                                        | LSG-4121-0015 | Landschaftsschutzgebiet Steffensborn | 3,36             |           | Position    | 1994                 |
|                                        | LSG-4121-0016 | Landschaftsschutzgebiet Jakobigrund | 28,35            |           | Position    | 1994                 |
| weitere Bilder                         | LSG-4121-0029 | Landschaftsschutzgebiet Tal- und Hangbereiche bei Brakelsiek | 32,16            | 555553545 | Position    | 1994                 |
| weitere Bilder                         | LSG-4121-0030 | Landschaftsschutzgebiet Krämergrund und Henzenberg | 20,87            | 555553546 | Position    | 1994                 |
| weitere Bilder                         | LSG-4121-0031 | Landschaftsschutzgebiet Lippebachtal | 41,03            | 555553547 | Position    | 1994                 |
|                                        | LSG-4121-0032 | Landschaftsschutzgebiet Talbereich östlich der Niese | 2,23             | 555553548 | Position    | 1994                 |
| weitere Bilder                         | LSG-4121-0033 | Landschaftsschutzgebiet Burgberg (Schwalenberg) | 5,96             | 555553549 | Position    | 1994                 |
|                                        | LSG-4121-0034 | Landschaftsschutzgebiet Talbereiche westlich Hoffeld | 9,71             | 555553550 | Position    | 1994                 |
| weitere Bilder                         | LSG-4121-0035 | Landschaftsschutzgebiet Talbereich am Sperlberg | 0,68             | 555553551 | Position    | 1994                 |
| weitere Bilder                         | LSG-4121-0036 | Landschaftsschutzgebiet Westerberg | 13,47            | 555553552 | Position    | 1994                 |
|                                        | LSG-4122-0001 | Landschaftsschutzgebiet Mühlenberg bei Hummersen | 6,05             | 555553553 | Position    | 2005                 |
|                                        | LSG-4122-0002 | Landschaftsschutzgebiet Lonau-Bach | 7,77             | 555553554 | Position    | 2005                 |